# ما أردناه
ما أردناه (بالإنجليزية: What We Wanted)‏ هو فيلم دراما نمساوي إنتاج 2020 من إجراج أولريك كوفلر، وبطولة لافينيا ويلسون، إلياس مبارك وآنا أونتربيرجر.